# Юн Сі Юн
Юн Сі Юн (кор. 윤시윤, ім'я при народженні Юн Дон Ку, нар. 26 вересня 1986, Сунчхон, пров. Південна Чолла, Південна Корея) — південнокорейський актор. Відомий ролями у телесеріалах «Хліб, кохання і мрії» (2010), «Великий принц» (2018), «Ваша честь» (2018), «Квітка Нокду» (2019) та «Щоденник психопата» (2019).

## Біографія
Юн Донг Ку народився 26 вересня 1986 року в невеликому місті Сунчхон, що знаходиться на південному заході Республіки Корея. Донг Ку офіційно змінив своє ім'я на Сі Юн при вступі до коледжу. Свою акторську кар'єру розпочав у 2009 році з ролі у серіалі «Сильний удар 2: Через дах», за що разом з Сін Се Кьон здобув нагороду краща пара у комедійному серіалі. У наступному році він отримав головну роль у серіалі «Хліб, кохання і мрії» що став одним з найпопулярніших серіалів у Кореї 2010 року, рейтинг якого в національному ефірі перевищив 50 %. Вдало виконана роль талановитого молодого пекаря з важкою долею принесла Сі Юну визнання та численні нагороди. В тому ж році він зіграв свою першу роль в кіно у фільмі жахів «Смертельний дзвінок 2: Кривавий табір». У наступні декілька років грав переважно у романтичних серіалах. З квітня 2014 року Сі Юн проходив обов'язкову для всіх чоловіків у Південні Кореї військову службу, у Корпусі морської піхоти, демобілізувався актор наприкінці січня 2016 року.
Першою роллю після служби в армії стала головна роль в історичному серіалі «Таємний цілитель», де він зіграв молодого вченого лікаря. З того ж року він стає одним з ведучих популярного розважального шоу «Два дні та одна ніч», що виходить на телеканалах KBS2 та KBS World. 2018 року Сі Юн зіграв одразу дві головних ролі братів близнюків, в юридичній драмі «Ваша честь».

## Фільмографія

### Телевізійні серіали
| Рік       | Назва                                | Роль                      | Мережа    |
| --------- | ------------------------------------ | ------------------------- | --------- |
| 2009      | «Сильний удар 2: Через дах»          | Чан Чунхьок               | MBC       |
| 2010      | «Хліб, кохання і мрії»               | Кім Текгу                 | KBS2      |
| 2010      | «Колись у Сенгкхорі»                 | Пак Сіюн (Камео)          | tvN       |
| 2011      | «Я також, Квітка!»                   | Со Чехі                   | MBC       |
| 2011-2012 | «Сильний удар: Помста коротких ніг»  | Юн Сіюн (камео, 88 серія) | MBC       |
| 2012      | «Охоронець бренду»                   | Ха Вуджу                  |           |
| 2013      | «Хлопці-квітки за сусідніми дверима» | Енріке Гим                | tvN       |
| 2013      | «Щаслива локшина»                    | Ксі Кан                   | ZJSTV     |
| 2013-2014 | «Прем'єр-міністр і я»                | Кан Інхо                  | KBS2      |
| 2016      | «Мій жахливий бос»                   | Юн Сіюн (камео, 16 серія) | JTBC      |
| 2016      | «Таємний цілитель»                   | Хо Чун                    | JTBC      |
| 2017      | «Життя наповнене романтики»          | Со Інсон                  | MBC       |
| 2017      | «Топ хіт»                            | Ю Хьондже                 | KBS2      |
| 2018      | «Розчавити на твоїй спині»           | Юн Сіюн (камео, 44 серія) | Chosun TV |
| 2018      | «Великий принц»                      | Лі Хві / принц Инсон      | Chosun TV |
| 2018      | «Ваша честь»                         | Хан Су Хо / Хан Кан Хо    | SBS       |
| 2019      | «Квітка Нокду»                       | Пек Ї Хьон                | SBS       |
| 2019      | «Щоденник психопата»                 | Юк Дон Сік                | tvN       |

### Фільми
| Рік  | Назва                                   | Роль       |
| ---- | --------------------------------------- | ---------- |
| 2010 | «Смертельний дзвінок 2: Кривавий табір» | Кванву     |
| 2014 | «Містер Перфект»                        | Пек Седжін |

## Нагороди
| Рік  | Нагорода                                   | Категорія                                                                       | Робота                      | Результат | Прим.  |
| ---- | ------------------------------------------ | ------------------------------------------------------------------------------- | --------------------------- | --------- | ------ |
| 2009 | Премія розваг MBC                          | Кращий новий актор у комедії-сіткомі                                            | «Сильний удар 2: Через дах» | Номінація |        |
| 2009 | Премія розваг MBC                          | Краща пара разом з Сін Се Кьон                                                  | «Сильний удар 2: Через дах» | Перемога  | [ 10 ] |
| 2010 | 46-та Премія Пексан                        | Кращий новий актор телебачення                                                  | «Сильний удар 2: Через дах» | Номінація |        |
| 2010 | 3-я Премія корейської драми                | Кращий новий актор                                                              | «Хліб, кохання і мрії»      | Перемога  | [ 11 ] |
| 2010 | 18-та Премія корейської культури та розваг | Нагорода за популярність (актор)                                                | «Хліб, кохання і мрії»      | Перемога  | [ 12 ] |
| 2010 | 11-та Премія корейських розваг             | Чоловіча головна нагорода (Daesang)                                             | «Хліб, кохання і мрії»      | Перемога  | [ 13 ] |
| 2010 | Премія KBS драма                           | Краща пара разом з Лі Йон А                                                     | «Хліб, кохання і мрії»      | Перемога  | [ 14 ] |
| 2010 | Премія KBS драма                           | Нагорода за популярність (актор)                                                | «Хліб, кохання і мрії»      | Номінація |        |
| 2010 | Премія KBS драма                           | Кращий новий актор                                                              | «Хліб, кохання і мрії»      | Номінація |        |
| 2010 | Премія KBS драма                           | Нагорода за високу майстерність (актор)                                         | «Хліб, кохання і мрії»      | Перемога  | [ 14 ] |
| 2011 | 47-а Премія Пексан                         | Кращий актор телебачення                                                        | «Хліб, кохання і мрії»      | Номінація |        |
| 2012 | Премія Топ-10 азійських зірок 2012         | Топ-10 азійських зірок                                                          |                             | Перемога  | [ 15 ] |
| 2016 | Премія розваг KBS                          | Новачок у вар'єте шоу                                                           | «Два дні та одна ніч»       | Перемога  | [ 16 ] |
| 2018 | Премія розваг KBS                          | Нагорода за високу майстерність                                                 | «Два дні та одна ніч»       | Перемога  | [ 17 ] |
| 2018 | 6-та Зіркова Премія APAN                   | Нагорода за високу майстерність (актор мінісеріалу)                             | «Великий принц»             | Номінація | [ 18 ] |
| 2018 | Премія SBS драма                           | Нагорода за майстерність (актор серіалу що транслювався щосереди та щочетверга) | «Ваша честь»                | Перемога  | [ 19 ] |